# Nationales Lage- und Führungszentrum für Sicherheit im Luftraum
Das Nationale Lage- und Führungszentrum für Sicherheit im Luftraum (NLFZ SiLuRa) nahm im Oktober 2003 im niederrheinischen Uedem im Kasernenkomplex des NATO-Combined Air Operations Centre Uedem in der Luftverteidigungs-Anlage Uedem auf dem Paulsberg seinen Betrieb auf.
In diesem Zentrum kontrollieren deutsche Soldaten, Beamte der Bundespolizei, die Deutsche Flugsicherung und (seit 2012) das Bundesamt für Bevölkerungsschutz und Katastrophenhilfe gemeinsam rund um die Uhr im Schichtdienst den Luftraum, um terroristische Bedrohungen durch zivile Flugzeuge (sogenannte Renegade-Fälle) abzuwehren.
Bei Bedarf werden auch Informationen des Bundesnachrichtendienstes, des Bundeskriminalamtes oder der Polizeibehörden der Länder herangezogen; auch mit den Nachbarstaaten wird zusammengearbeitet.
Dem NLFZ SiLuRa steht ein Netz von 45 Radaranlagen (Flugsicherung/Bundeswehr) sowie die Daten der AWACS-Frühwarnflugzeuge zur Verfügung.

## Geschichte
Die rot-grüne Regierung hatte vor dem Hintergrund der Terroranschläge am 11. September 2001 in den USA und nach dem Geisterflug eines verwirrten Motorsegelfliegers über Frankfurt am Main im Januar 2003 im Januar 2005 das neue Luftsicherheitsgesetz beschlossen. Bereits am 1. Oktober 2003 wurde das Nationale Lage- und Führungszentrum für Sicherheit im Luftraum gemeinsam vom Bundesministerium der Verteidigung, Bundesministerium des Innern und Bundesministerium für Verkehr, Bau und Stadtentwicklung im Rahmen ihrer Organisationshoheit eingerichtet. Seitdem werden dort Informationen aus allen Ressorts und Dienststellen auf Bundes- und Länderebene, die mit der Sicherheit im Luftraum befasst sind, sowie deren nachgeordneten Behörden zusammengeführt und ausgewertet.
Die Führungszentrale Nationale Luftverteidigung (FüZNatLV) bildete bis zum 30. Juni 2013 den militärischen Anteil des NLFZ SiLuRa. Mit Aufstellung des Zentrum Luftoperationen (ZentrLuftOp) am 1. Juli 2013 nahm als eines dessen Kernelemente die Operationszentrale der Luftwaffe (OpZLw) den Dienstbetrieb auf, in dem wiederum die ehemalige FüZNatLV als Teilbereich NLFZ SiLuRa aufging. Die Angehörigen der ehemaligen FüZNatLV sind seither in einem eigenen Dezernat des ZentrLuftOp zusammengefasst.
Am 21. September 2020 wurde in feierlicher Eröffnung durch die Bundesverteidigungsministerin Annegret Kramp-Karrenbauer das Air and Space Operations Centre (ASOC) aufgestellt, indem die OpZLw aufging und in welchem der militärische Teil des NLFZ SiLuRa unverändert integriert ist.

## Aufgaben
- Terrorabwehr: Leitung der Abwehrmaßnahmen bei Renegade-Lagen
- Militärische Luftüberwachung und Identifizierung aller Luftbewegungen im deutschen Luftraum (1.600–1.800 gleichzeitig; täglich über 10.000 – Stand: April 2012)
- Hilfe bei zivilen Notlagen (z. B. Unterstützung der Suche nach Vermissten durch den Einsatz von Wärmebildkameras militärischer Aufklärungsflugzeuge)
- Überwachung fliegender Geldtransporte (von den Druckereien zu den Banken)
- Absicherungsmaßnahmen im Rahmen von Großveranstaltungen (Fußball-WM, Papstbesuch etc.)
- Überwachung der Einhaltung von Flugbeschränkungsgebieten, z. B. bei Hochwasserkatastrophen

## Zusammensetzung
Das NLFZ SiLuRa ist ressortübergreifend als tri-ministerielle Einrichtung konfiguriert und besteht aus Vertretern des Bundesministeriums der Verteidigung (BMVg), des Bundesministerium für Verkehr (Deutschland) (BMV) und des Bundesministeriums des Innern und für Heimat (BMI).

### Militärischer Anteil
Als Vertreter des Bundesministeriums der Verteidigung stellen die Soldaten der Luftwaffe im NLFZ SiLuRa für in nationaler Zuständigkeit durchzuführende Maßnahmen der militärischen Luftverteidigung das Kernelement. Nur die Streitkräfte verfügen über Kräfte und Mittel, um Luftfahrzeuge über dem Territorium Deutschlands eindeutig zu identifizieren. Hierfür stehen der Luftwaffe Jagdflugzeuge vom Typ Eurofighter und Luftraumüberwachungseinrichtungen des Einsatzführungsdienstes der Luftwaffe in permanenter Bereitschaft zur Verfügung. Der militärische Anteil des NLFZ wird aus dem ASOC/Bereich Nationale Führung gestellt und besteht neben der Dezernatsleitung und dem Anteil Auswertung, Übung und Ausbildung (AÜA) aus dem Duty Controller (DC), dem Duty Controller Assistant (DCA) und dem Air Surveillance Manager (ASM). Als Besonderheit und zur Gewährleistung schnellst möglicher Reaktionszeiten, ist das diensthabende Schichtdienstpersonal (DC, DCA und ASM) im Rahmen von Einsatzsituationen dem German Air Defense Commander (Ge ADCOM) direkt unterstellt. Der Ge ADCOM wird durch den Inspekteur der Luftwaffe wahrgenommen. In Vertretung – als Available Ge ADCOM (A Ge ADCOM) – fungieren der stellvertretende Inspekteur der Luftwaffe, der Kommandeur des Zentrums Luftoperationen und der Kommandierende General des Luftwaffentruppenkommandos.

### Innere Sicherheit
Aus dem Bereich „Innere Sicherheit“ stellen Beamte der Bundespolizei in der Außenstelle Sicherheit im Luftraum (ASt SiLuRa) des Bundespolizeipräsidiums die Aufgabenwahrnehmung sicher.

### Flugsicherung
Ein Vertreter der DFS Deutsche Flugsicherung stellt ein direktes Verbindungselement zu Stellen der zivilen Flugsicherung dar. Zugleich erfolgt die Koordination für das Bundesministerium für Verkehr (BMV) als zuständiges Ressort für den Luftverkehr in Deutschland. Das BMV nimmt für das NLFZ SiLuRa eine rechtliche Schlüsselrolle ein, denn das gesamte operative Handeln und Wirken stützt sich im Kern auf ein permanentes Amtshilfegesuch an das Bundesministerium der Verteidigung (BMVg).

## Vorgehensweise
Wird durch einen NATO-Luftverteidigungsgefechtsstand oder die Flugsicherung ein ziviles Luftfahrzeug gemeldet, das unautorisiert von seinem Flugplan abweicht, sich verdächtig verhält oder mit dem kein Funkkontakt herzustellen ist, stehen verschiedene Maßnahmen zur Eskalation bereit. Diese reichen – je nach Situation – vom Anruf des betroffenen Luftfahrzeugs durch eine der unterstellten Luftraumüberwachungszentralen (Control and Reporting Centre – „CRC“) des Einsatzführungsdiensts auf der VHF-Notfrequenz über die aktive Einbeziehung der Fluggesellschaft in die Verbindungsaufnahme bis zum Einsatz einer der beiden Alarmrotten (Quick Reaction Alert – „QRA“) – der Luftwaffe. Nach Alarmierung  einer QRA wird diese durch Jägerleitoffiziere eines CRCs an das zu identifizierende Flugzeug herangeführt. Haben die Jagdflugzeuge zu der Zivilmaschine aufgeschlossen, kann das Luftfahrzeugkennzeichen erfasst und die Lage zur weiteren Entscheidungsfindung überprüft werden.
Mit Wirkung vom 3. Februar 2020 wurde die Unterstellung der beiden deutschen QRA faktisch vom Combined Air Operations Centre (CAOC) der NATO in die nationale Verantwortung zurückgeführt, wodurch im SiLuRa-Einsatzfall eine Koordinierung zur Verantwortungsübernahme/-übergabe (Transfer of Authority (ToA)) entfällt. Die Befehlsgewalt über die eingesetzten Jagdflugzeuge an die deutsche Einsatzleitung liegt seither ständig beim Inspekteur der Luftwaffe als German Air Defence Commander. Die Gesamtverantwortung und Entscheidungskompetenz verbleibt beim Bundesverteidigungsminister bzw. – im Falle möglicher Zwangsmaßnahmen – beim Bundeskabinett.
Das NLFZ SiLuRa führt den taktischen Einsatz bis zur Grenze delegierter Kompetenzen, koordiniert alle erforderlichen Maßnahmen und stellt Information und Beratung des German Air Defence Commanders sicher. Auf dessen Anweisung initiiert der DC über das Lagezentrum des Bundeskanzleramtes die Schaltung einer Telefonkonferenz bestehend aus den Kabinettsmitgliedern, dem Generalinspekteur der Bundeswehr sowie dem German Air Defence Commander. In der Regel wird im Eskalationsfall versucht, das entführte Luftfahrzeug auf einem vorher bestimmten Flugplatz zur Landung zu zwingen, wo dann speziell geschulte Bodeneinheiten der Terrorabwehr die Lage übernehmen.
Weitere mögliche Maßnahmen bestehen in der Unterstützung im Fall einer Notlage, der Kontaktaufnahme durch Sichtzeichen oder gegebenenfalls einem Abdrängen oder Erzwingen der Landung. Darüber hinausgehende Maßnahmen wie Androhung von Waffengewalt oder das Abgeben von Warnschüssen sind derzeit rechtlich umstritten, ein Abschuss ist nicht zulässig. Erfolgt eine erzwungene Landung, können Polizeieinsatzkräfte auf dem Flughafen die Besatzung überprüfen und/oder festnehmen.
Wird ein ziviles Luftfahrzeug für terroristische Zwecke missbraucht, wird von einem Renegade gesprochen.

## Einsätze
Ungefähr 20-mal im Jahr führt die Luftwaffe Alarmstarts mit den Alarmrotten zur Sichtidentifizierung durch, wonach dann ggf. weitere erforderliche taktische Maßnahmen entschieden werden (z. B. Überprüfung des Cockpits, Verkehrsumleitung etc.). Seit 2012 kam es zu bisher (Stand 26. Mai 2018) acht Renegade-Verdachtsfällen, bei denen tatsächlich Terrorverdacht bestand, der sich jedoch in keinem der Fälle abschließend bestätigte. In den meisten Fällen handelt es sich bei den Einsätzen jedoch um Situationen mit Verlust der Funkverbindung von Luftfahrzeugen zur zivilen Flugsicherung (ComLoss; bis 2017 im NLFZ als LossCom bezeichnet). Wenngleich sich hieraus allein kein Terrorverdacht ableiten lassen muss, entsteht hierdurch dennoch ein beträchtliches Gefährdungspotenzial. In den meisten Fällen sind hierfür Pilotenfehler, teilweise technische Probleme und selten auch Fehler durch die Flugsicherung ursächlich. In solchen Situationen kooperiert das NLFZ mit dem Bundesaufsichtsamt für Flugsicherung (BAF). Das BAF bearbeitet solche Fälle und prüft, ob es sich um Ordnungswidrigkeiten oder gar Straftaten durch Verstoß gegen das Luftverkehrsgesetz (LuftVG) handelt. U.a. durch die Kooperation des NLFZ mit dem BAF konnte die Anzahl jährlicher ComLoss-Situationen von über 400 (in 2004) auf ca. 240 gesenkt werden. Dies ist nicht Kernauftrag des NLFZ, aber als Nebeneffekt ein beträchtlicher Beitrag zur Verkehrssicherheit im Luftraum.
So löste am Pfingstmontag, dem 16. Mai 2005, der komplette Ausfall der Bordelektronik samt Funk- und Navigationssystem einer einmotorigen Piper Terror-Alarm im NLFZ aus. An Bord der im polnischen Breslau gestarteten Maschine befand sich neben dem Piloten noch eine Frau als Passagier.
Die Alarmrotte des damaligen Jagdgeschwaders 74 (heute Taktisches Luftwaffengeschwader 74) wurde aufgrund des fehlenden Funkkontaktes benachrichtigt. Zwei Phantom F-4F nahmen Sichtkontakt zu dem Piloten der Kleinmaschine auf und begleiteten die Maschine bis Stuttgart.
Im vorliegenden Fall erklärte die Luftwaffe, dass man keine Regressforderungen stellen werde. Dies würde aber dann geschehen, wenn der Pilot grob fahrlässig oder vorsätzlich gehandelt habe. Die Bundesstelle für Flugunfalluntersuchung leitete in diesem Fall auch keine gesonderte Untersuchung ein. Dennoch sei dieser Vorfall als meldepflichtiges Ereignis einzustufen. Das bedeutet, dass die Maschine in den Wartungsbetrieb komme und die Behörde den technischen Bericht übersandt bekäme.

## Kulturelle Adaption
- In Ferdinand von Schirachs Theaterstück Terror und der 2016 erschienenen Fernsehverfilmung Terror – Ihr Urteil spielt das NLFZ eine zentrale Rolle. Nachdem ein Renegade-Fall eintritt und der Entführer droht, ein Passagierflugzeug in ein Ziel voller Menschen am Boden zu steuern, wird das Zentrum aktiv. Eine Alarmrotte steigt auf, doch wird der Vorschlag, das Flugzeug abzuschießen, vom Verteidigungsminister abgelehnt, woraufhin einer der Kampfjetpiloten eigenmächtig das Flugzeug abschießt. Er wird verhaftet und vor Gericht gestellt.